# スペクトラム S-33 インディペンデンス
スペクトラム S-33 インディペンデンスはスペクトラム・アエロノーティカルが設計生産する新型の超軽量ジェット機で、メーカーによれば炭素繊維を使用した製造工程により同規模のアルミ合金製の従来機に比べ約2/3の機体重量である。2006年末に登場した。
S-33は高度45,000 ftを巡航するように設計されている。速度は最大415 ノット/h (マッハ 0.72)で航続距離は2000 nm (3700 km)で同規模の従来機に比べて燃料消費が約半分である。FAAとJAAの形式証明をS-33は2009年に取得する予定である。
S-33の旅客席は5～6席でフルサイズのトイレを備え、最大離陸重量は7,300 lbで航続距離2,000マイル以上である。
機体の標準価格は2006年時点で365万ドルである。
S-33の試作一号機は2006年6月に初飛行したが、同年7月25日に墜落事故を起こしテストパイロット2名が死亡した。事故原因は整備の際にエルロン・リンケージを逆に接続したという単純なものであったが、S-33の開発作業は中断され、スペクトラム社の開発陣はより大型のS-40 フリーダムへ注力している。

## 仕様
- 乗員: 1名
- 乗客：6-9名
- 全長：45 ft 11 in　(13.99 m)
- 全幅: 43 ft 3 in　(13.2 m)
- 全高：10 ft 8 in (3.3 m)
- 重量：7,500 lb
- 最大離陸重量：3,402 kg
- 内装高さ: 5 ft 0 in (1.47 m)
- 内装幅: 5 ft 0 in (1.47 m)
- 内装長さ (計): 18 ft (5.49 m)
- エンジン：ウィリアムズ FJ33-4
- エンジン種類：ターボファンエンジン
- エンジン数：2基
- 推力：1,750 lbf
- 最大速度：489 mph, 787 km/h
- 航続距離：1,830-2,280 mi (2,960-3,700 km)
- 飛行高度：45,000 ft (13,716 m)

## 関連
- スペクトラム S-40 フリーダム